# Podocarpus glomeratus
Podocarpus glomeratus är en barrträdart som beskrevs av David Don. Podocarpus glomeratus ingår i släktet Podocarpus och familjen Podocarpaceae. IUCN kategoriserar arten globalt som livskraftig. Inga underarter finns listade i Catalogue of Life.